# عائذة خان
عائذة خان هي ممثلة باكستانية ولدت في 15 يناير 1991.

## روابط خارجية
- عائذة خان على موقع IMDb (الإنجليزية)
- عائذة خان على موقع روتن توميتوز (الإنجليزية)
- عائذة خان على موقع أول موفي (الإنجليزية)
- عائذة خان على موقع قاعدة بيانات الفيلم (الإنجليزية)
- عائذة خان على موقع ليتربوكسد (الإنجليزية)
- عائذة خان على موقع كينوبويسك (الروسية)